# ボズジャ島
ボズジャ島（トルコ語: Bozcaada）またはテネドス島（ギリシア語: Τένεδος）は、エーゲ海北東部に位置するトルコのチャナッカレ県に属する島。
トルコでは、ギョクチェアダ島とマルマラ島に次いで3番目に大きい島である。
主な産業は観光業、ワイン生産、漁業。